# Matrakçı Nasuh

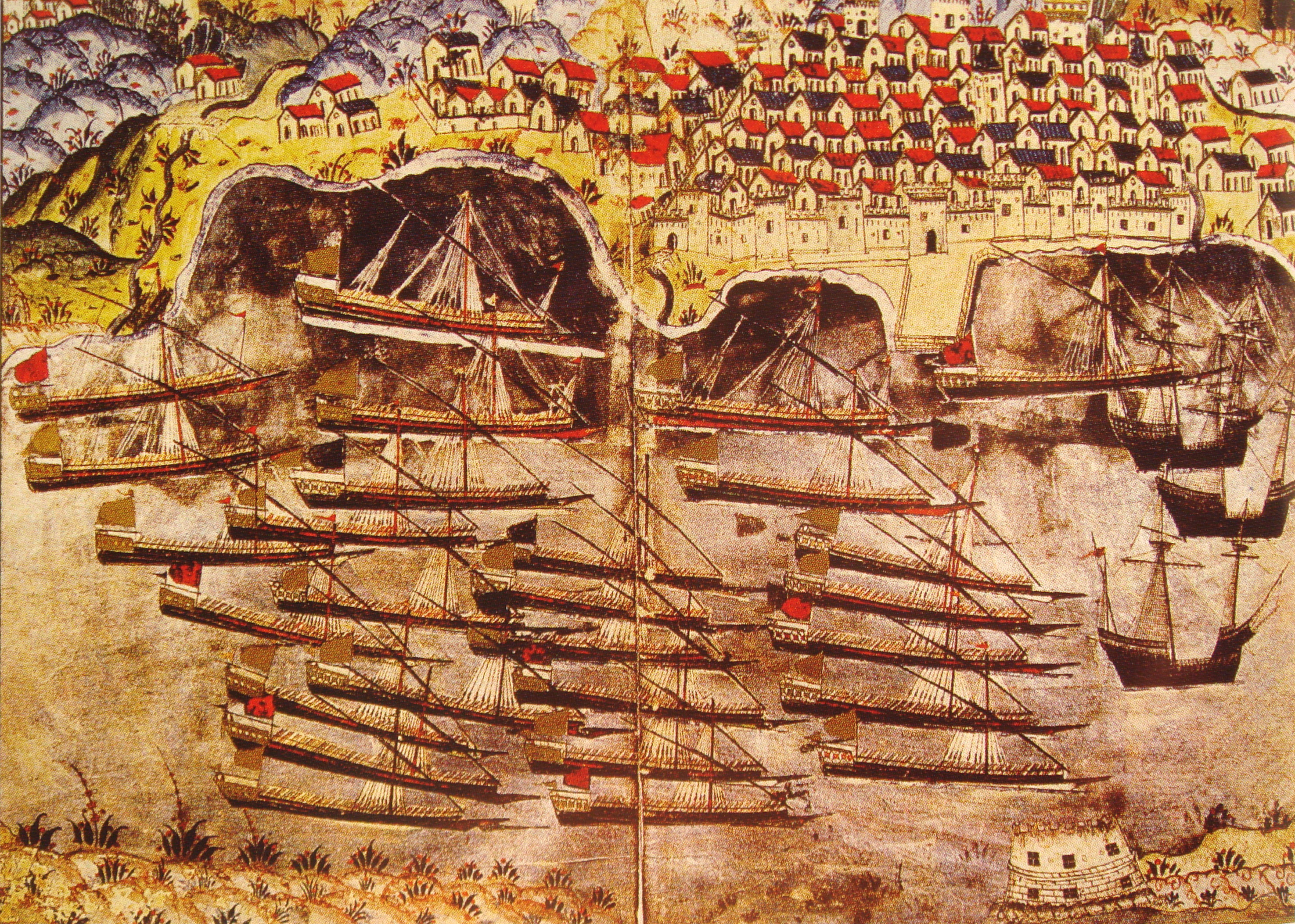
Matrakçi Nasuh festménye: A török flotta Toulonnál 1543 telén

Nasuh bin Karagöz bin Abdullah el-Bosnavî, vagy egyszerűen csak Matrakçi Nasuh (Szarajevó (vagy Visoko), 1480 körül – 1564 körül) bosnyák származású török matematikus, miniaturista, kalligráfus, történész, feltaláló.

## Élete
Szarajevóban, mások szerint Visokóban született, muzulmán családban. Bár családja muzulmánként élt, mégis elhurcolták gyermekkorában a janicsárok, és Isztambulba vitték. Tehetsége itt hamar megmutatkozott abban, hogy kitűnő kardforgató vált belőle, már fiatal korában. Kiemelkedő volt a matrak sportban, ezért a "Matrakos" becenevet kapta kortársaitól. Öt nyelven beszélt, és felvették az oszmán haditengerészethez. Miután hosszú ideig matematikát és geometriát tanult, megírta a Cemâlü'l-Küttâb, és a Kemalü'l-Hisâb című művét, amit bemutatott I. Szelim szultánnak. Ezen kívül történelmi műveket is írt, mint például a Mecmaü't-Tevârih, a Süleymannâme és a Fetihname-i Karabuğdan. Nemrégiben kiderült, hogy ő talált fel néhány ma is használt szorzásmódszert.

## Művei

### Matematikai művei
- Cemâlü'l-Küttâb
- Kemalü'l- Hisâb
- Umdetü'l-Hisâb

### Történelmi művei
- Mecmaü't-Tevârih
- Süleymannâme
- Fetihname-i Karabuğdan
- Beyan-ı Menazil-i Sefer-ul Irakeyn

### Harcművészeti művei
- Tuhfet-ul Guzat